# Аскарово (Курганская область)
Аска́рово — деревня в Альменевском районе Курганской области. Входит в Юламановский сельсовет. 

## География
Деревня находится на берегу озера Мижакуль, на юго-западе Альменевского района. Одна улица — Молодёжная. Расстояние до районного центра — 51 км (58 км по автодороге), до областного центра — 180 км (246 км по автодороге через Шумиху).
Ближайшие города
- Шумиха — 81км
- Щучье — 67км

## История
В 1827 году образована деревни Аскарово.
До революции деревня Аксарова относилась к Катайской волости Челябинского уезда Оренбургской губернии.
В начале лета 1918 года была установлена белогвардейская власть (26 мая белочехи захватили г. Челябинск, 4 июня — станцию Шумиха).
15 июля 1919 года на Восточном фронте против Колчака 1-й Симбирский рабочий полк у д. Парамоново вел ожесточенный бой с белоказаками. Бой длился 20 часов и закончился разгромом белых. В бою погибли командир полка Космовский и его помощник Фокин.
По данным на 1926 год состояла из 76 хозяйств. В административном отношении входила в состав Бухаровского сельсовета Катайского района Челябинского округа Уральской области.
В годы Советской власти жители д. Аскарово работали в Яланском мясо-молочном совхозе, затем в Зауральском молочном совхозе.

## Население
| 1795 | 1834 | 1866 | 1891 | 1900 | 1916 | 1926 |
| ---- | ---- | ---- | ---- | ---- | ---- | ---- |
| 47   | ↗79  | ↗367 | ↗438 | ↗439 | ↗506 | ↘294 |
| 1989 | 2002 | 2010 |      |      |      |      |
| ↘147 | ↗169 | ↘116 |      |      |      |      |

Национальный состав
- По данным переписи 2002 года проживало 169 человек, из них башкиры — 81%.
- По данным переписи 1926 года проживало 294 человека, все башкиры[2].

## Инфраструктура
Сельская библиотека, медицинский пункт и магазин. До 2007 года в деревне была начальная общеобразовательная школа.

## Известные жители
- Магазов, Гимран Саид-Ягафарович (?—1918) — деятель Башкирского национального движения
- Магазов, Саид-Гирей Саид-Ягафарович (?—1921) — деятель Башкирского национального движения
- Хусаин Габдурахманович Зарипов  — участник Великой Отечественной войны, полный кавалер ордена Славы.